# Noturus placidus
Noturus placidus är en fiskart som beskrevs av Taylor, 1969. Noturus placidus ingår i släktet Noturus och familjen Ictaluridae. IUCN kategoriserar arten globalt som nära hotad. Inga underarter finns listade i Catalogue of Life.